# Carl Ghon
Carl Ghon (8. září 1835 Villach – 24. dubna 1919 Villach) byl rakouský politik, na konci 19. století poslanec Říšské rady.

## Biografie
Byl synem obchodníka. Podnikl četné zahraniční cesty a pak se zapojil do veřejného a politického života. V letech 1864–1906 zasedal v obecním výboru města Villachu. V letech 1878–1907 byl poslancem Korutanského zemského sněmu.
V 80. letech 19. století se zapojil i do celostátní politiky. V doplňovacích volbách roku 1886 získal mandát v Říšské radě (celostátní zákonodárný sbor) za kurii venkovských obcí, obvod Villach, Ferlach atd. Nastoupil 16. února 1886 místo Bartholomäa Wranna. Za týž obvod mandát obhájil i v řádných volbách do Říšské rady roku 1891 a volbách do Říšské rady roku 1897. Rezignoval 19. srpna 1900. Profesně byl k roku 1897 uváděn jako obchodník.
V roce 1887 se uvádí jako člen parlamentní frakce Německý klub, který vznikl v roce 1885 rozpadem původního širšího klubu Sjednocená levice, sdružujícího ústavověrné proudy německých liberálů. V roce 1890 se uvádí jako poslanec obnoveného klubu německých liberálů, nyní oficiálně nazývaného Sjednocená německá levice. I ve volbách roku 1891 byl na Říšskou radu zvolen za klub Sjednocené německé levice. Po volbách roku 1897 se uvádí coby člen Německé lidové strany.
Za zásluhy o hospodářský rozvoj města se stal čestným občanem Villachu. V roce 1887 spoluzakládal místní spořitelnu a od roku 1897 byl předsedou jejího řídícího výboru.